# ألكسندر لينجارد
ألكسندر لينجارد (بالدنماركية: Alexander Lynggaard) مواليد 27 مارس 1990، هو لاعب كرة يد دانمركي يلعب كمحور. يلعب حاليا مع نادي سانت رافاييل لكرة اليد ويحمل الرقم 14. مثل منتخب الدنمارك لكرة اليد.

## سجل المنافسة
شارك في البطولات التالية:
- بطولة أوروبا لكرة اليد للرجال 2016

## روابط خارجية
- ألكسندر لينجارد على موقع الاتحاد الأوروبي لكرة اليد (الإنجليزية)